# Marlowes einde
Marlowes einde is een hoorspel van Helmut Heißenbüttel. Marlowes Ende werd op 13 mei 1971 door de Westdeutscher Rundfunk uitgezonden. Paul de Wispelaere vertaalde het en de BRT zond het uit op zondag 21 mei 1972 (met een herhaling op maandag 18 november 1974). De regisseur was Herman Niels. De uitzending duurde 21 minuten.

## Rolbezetting
- Walter Cornelis (Bierce)
- Frans Van den Brande (Marlowe)

## Inhoud
Dit is een detectivehoorspel. De dialoog wordt gevoerd vanuit twee posities, die in elke misdaadroman een rol spelen: die van de detective en die van de verdachte. De detective heet net als die van de Amerikaanse misdaadauteur Raymond Chandler: Marlowe. Er is verder een verband met de Engelse 16de-eeuwse toneelschrijver Christopher Marlowe. De verdachte heet Ambrose Bierce en hij vertoont gelijkenissen met de gelijknamige Amerikaanse auteur. Marlowe en Bierce voeren een dialoog zoals die in veel misdaadromans zou kunnen voorkomen. Hij houdt echter geen verband met een bepaald geval, maar blijft zo algemeen dat een veelvoud aan mogelijke gevallen daarin een plaats zouden kunnen vinden. De dialoog wordt als het ware tot zijn structuur teruggeleid. Deze structuur lijkt bij de aanvang echter gestoord. De progressie van de dialoog bestaat erin, dat Marlowe en Bierce in verschillende aanzetten de juiste structuur van hun dialoog zoeken. Dat leidt tot een uiterste verkorting van de dialoogdelen. Tegelijk klinkt onder de dialoog een aanzwellende geluidsmontage, waarin vanuit de andere zijde het mogelijke geval wordt opgebouwd. Op het moment dat de dialoog door de geluidscoulisse dreigt overstemd te worden, springen de sprekenden als het ware in de juiste structuur. De gevonden dialoog blijkt een lege vorm te zijn. Daarmee is Marlowe definitief aan het einde. De ironische epiloog wordt gevoerd door de echte schrijvers Marlowe en Ambrose Bierce.